# 6-Stunden-Rennen von Fuji 2017

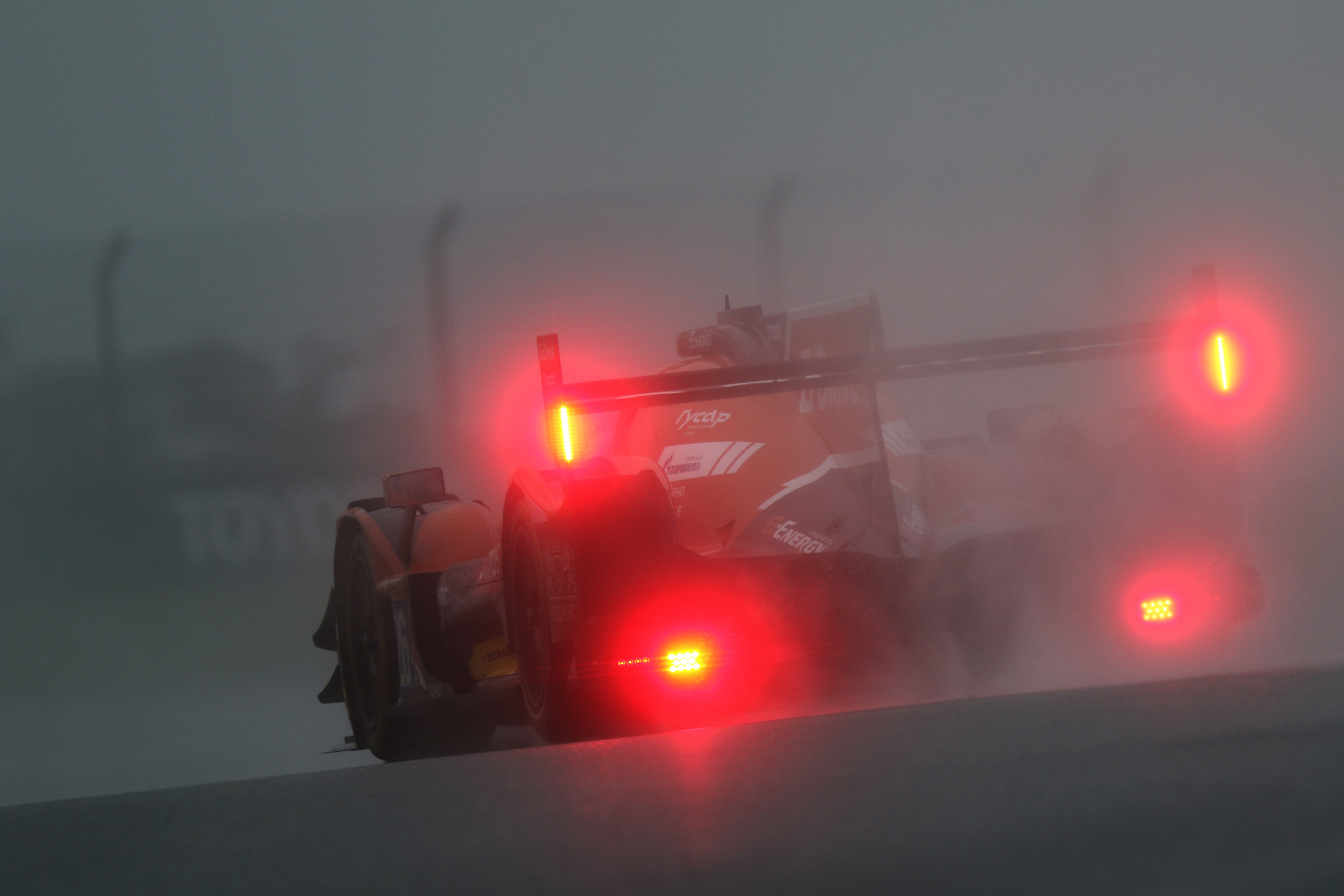
Der G-Drive-Oreca 07 im Regen

Das 6-Stunden-Rennen von Fuji 2017, fand am 15. Juli auf dem Fuji Speedway statt und war der siebte Wertungslauf der FIA-Langstrecken-Weltmeisterschaft dieses Jahres.

## Rennen
Aufgrund des schlechten Wetters wurde der Start des Rennens unter Safety-Car ausgetragen, die Rennleitung entschied sich im späteren Verlauf das Rennen völlig zu beenden.
In der LMP1 hatte der Porsche mit der Startnummer #2 Probleme mit mangelndem Grip und verlor gegen den Toyota TS050 Hybrid wichtige Punkte in der Fahrerwertung. In der LMGTE-Pro schafften Alessandro Pier Guidi und James Calado den Sieg gegen den Porsche #91.

## Ergebnisse

### Schlussklassement
| Pos.        | Klasse    | Nr. | Team                      | Fahrer                                                      | Fahrzeug                 | Runden |
| ----------- | --------- | --- | ------------------------- | ----------------------------------------------------------- | ------------------------ | ------ |
| 1           | LMP1      | 8   | Toyota Gazoo Racing       | Anthony Davidson Sébastien Buemi Kazuki Nakajima            | Toyota TS050 Hybrid      | 113    |
| 2           | LMP1      | 7   | Toyota Gazoo Racing       | Mike Conway Kamui Kobayashi José María López                | Toyota TS050 Hybrid      | 113    |
| 3           | LMP1      | 1   | Porsche LMP Team          | Neel Jani Nick Tandy André Lotterer                         | Porsche 919 Hybrid       | 113    |
| 4           | LMP1      | 2   | Porsche LMP Team          | Timo Bernhard Earl Bamber Brendon Hartley                   | Porsche 919 Hybrid       | 112    |
| 5           | LMP2      | 31  | Vaillante Rebellion       | Julien Canal Nicolas Prost Bruno Senna                      | Oreca 07                 | 110    |
| 6           | LMP2      | 36  | Signatech Alpine Matmut   | Nicolas Lapierre Gustavo Menezes André Negrão               | Alpine A470              | 110    |
| 7           | LMP2      | 38  | Jackie Chan DC Racing     | Ho-Pin Tung Oliver Jarvis Thomas Laurent                    | Oreca 07                 | 110    |
| 8           | LMP2      | 28  | TDS Racing                | François Perrodo Matthieu Vaxiviere Emmanuel Collard        | Oreca 07                 | 110    |
| 9           | LMP2      | 24  | CEFC Manor TRS Racing     | Matthew Rao Ben Hanley Jean-Éric Vergne                     | Oreca 07                 | 110    |
| 10          | LMP2      | 26  | G-Drive Racing            | Roman Rusinov Pierre Thiriet Alex Lynn                      | Oreca 07                 | 110    |
| 11          | LMGTE Pro | 51  | AF Corse                  | James Calado Alessandro Pier Guidi                          | Ferrari 488 GTE          | 109    |
| 12          | LMGTE Pro | 91  | Porsche GT Team           | Richard Lietz Frédéric Makowiecki                           | Porsche 911 RSR          | 109    |
| 13          | LMP2      | 25  | CEFC Manor TRS Racing     | Roberto González Simon Trummer Witali Petrov                | Oreca 07                 | 109    |
| 14          | LMGTE Pro | 92  | Porsche GT Team           | Michael Christensen Kévin Estre                             | Porsche 911 RSR          | 109    |
| 15          | LMGTE Pro | 66  | Ford Chip Ganassi Team UK | Stefan Mücke Olivier Pla                                    | Ford GT                  | 109    |
| 16          | LMGTE Pro | 71  | AF Corse                  | Sam Bird Davide Rigon                                       | Ferrari 488 GTE          | 109    |
| 17          | LMGTE Pro | 97  | Aston Martin Racing       | Darren Turner Jonny Adam                                    | Aston Martin Vantage GTE | 109    |
| 18          | LMGTE Pro | 95  | Aston Martin Racing       | Marco Sørensen Nicki Thiim                                  | Aston Martin Vantage GTE | 109    |
| 19          | LMGTE Am  | 54  | Spirit of Race            | Thomas Flohr Francesco Castellacci Miguel Molina            | Ferrari 488 GTE          | 107    |
| 20          | LMGTE Am  | 61  | Clearwater Racing         | Weng Sun Mok Keita Sawa Matt Griffin                        | Ferrari 488 GTE          | 107    |
| 21          | LMGTE Am  | 77  | Dempsey-Proton Racing     | Christian Ried Matteo Cairoli Marvin Dienst                 | Porsche 911 RSR          | 107    |
| 22          | LMGTE Am  | 86  | Gulf Racing UK            | Mike Wainwright Ben Parker Nick Foster                      | Porsche 911 RSR          | 106    |
| 23          | LMGTE Am  | 98  | Aston Martin Racing       | Paul Dalla Lana Pedro Lamy Mathias Lauda                    | Aston Martin Vantage GTE | 105    |
| 24          | LMGTE Pro | 67  | Ford Chip Ganassi Team UK | Andy Priaulx Harry Tincknell                                | Ford GT                  | 96     |
| Ausgefallen |           |     |                           |                                                             |                          |        |
| 24          | LMP2      | 37  | Jackie Chan DC Racing     | David Cheng Alex Brundle Tristan Gommendy                   | Oreca 07                 | 52     |
| 25          | LMP2      | 13  | Vaillante Rebellion       | Mathias Beche David Heinemeier Hansson Nelson Piquet junior | Oreca 07                 | 85     |

### Nur in der Meldeliste
Zu diesem Rennen sind keine weiteren Meldungen bekannt.

### Klassensieger
| Klasse    | Fahrer           | Fahrer                | Fahrer          | Fahrzeug            | Platzierung im Gesamtklassement |
| --------- | ---------------- | --------------------- | --------------- | ------------------- | ------------------------------- |
| LMP1      | Anthony Davidson | Sébastien Buemi       | Kazuki Nakajima | Toyota TS050 Hybrid | Gesamtsieg                      |
| LMP2      | Julien Canal     | Nicolas Prost         | Bruno Senna     | Oreca 07            | Rang 5                          |
| LMGTE Pro | James Calado     | Alessandro Pier Guidi |                 | Ferrari 488 GTE     | Rang 11                         |
| LMGTE Am  | Thomas Flohr     | Francesco Castellacci | Miguel Molina   | Ferrari 488 GTE     | Rang 19                         |

### Renndaten
- Gemeldet: 25
- Gestartet: 25
- Gewertet: 24
- Rennklassen: 4
- Zuschauer: unbekannt
- Wetter am Renntag: nebelig
- Streckenlänge: 4,563 km
- Fahrzeit des Siegerteams: 4:24:50,950 Stunden
- Gesamtrunden des Siegerteams: 113
- Gesamtdistanz des Siegerteams: 515,619 km
- Siegerschnitt: unbekannt
- Pole Position: Brendon Hartley – Porsche 919 Hybrid (#4) – 1:35,160
- Schnellste Rennrunde: Earl Bamber –  Porsche 919 Hybrid (#4) – 1:37,702 = 169,100 km/h
- Rennserie: 7. Lauf zur FIA-Langstrecken-Weltmeisterschaft 2017